# Sergeja Kameneva, zaliv
Sergeja Kameneva, zaliv är en vik i Antarktis. Den ligger i Östantarktis. Norge gör anspråk på området.